# San Escobar
Pour les articles homonymes, voir Escobar.
San Escobar est un pays inexistant né d'une bévue du ministre polonais des Affaires étrangères Witold Waszczykowski,.
Le 10 janvier 2017, Witold Waszczykowski a déclaré aux journalistes que, dans le cadre de sa candidature à un siège non permanent pour la Pologne au Conseil de sécurité de l'ONU, il avait rencontré des représentants de divers pays, y compris des pays des Caraïbes, dont certains « peut-être pour la première fois dans l'histoire de notre diplomatie ». Par exemple avec des pays comme San Escobar ou le Belize,,,.

## Phénomène internet mondial

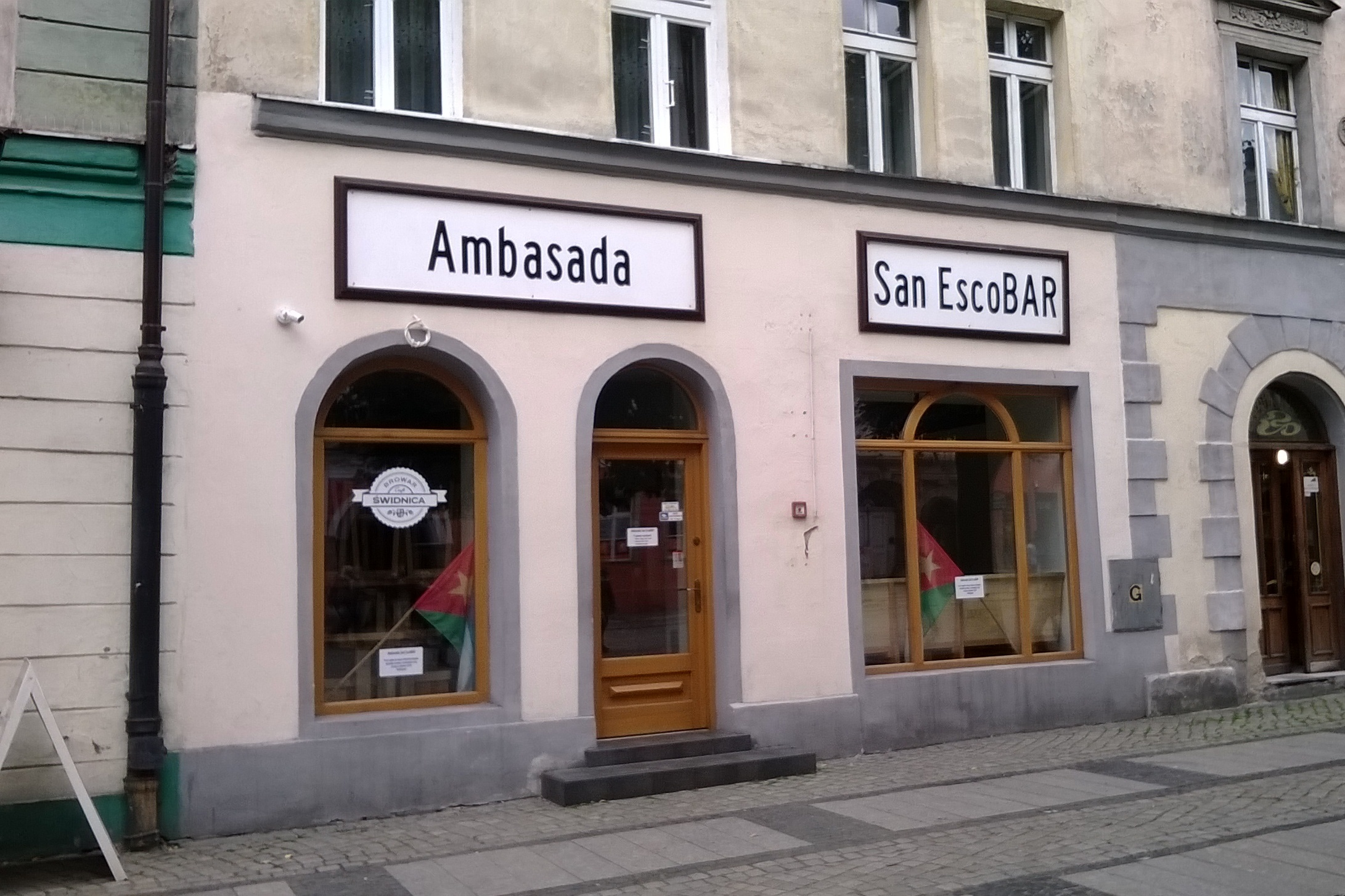
"Ambasada San EscoBAR", une brasserie ouverte en août 2017 à Świdnica, en Pologne.

Une porte-parole du gouvernement a déclaré qu'il s'agissait d'un lapsus pour « San Cristóbal y Nieves », qui signifie Saint-Christophe-et-Niévès en espagnol. La nouvelle de San Escobar a été diffusée par de nombreux médias dans le monde entier,,,,,.
En conséquence, le pays a acquis une présence significative sur Internet et s'est spontanément doté d'une identité fictive sur les médias sociaux (Twitter, Facebook), y compris un drapeau (bandes bleues, blanches et vertes, avec une étoile jaune à cinq branches dans un triangle rouge), des photos et des cartes. La page Facebook a été créée par Jarek Kubicki, membre du parti politique Razem En l'espace d'une journée, le hashtag #SanEscobar a été suivi par plus de 2 millions de personnes et est devenu le plus populaire dans le segment polonais de Twitter. San Escobar est également devenu le sujet de nombreuses blagues, par exemple à propos de la nomination d'un attaché militaire et de sa belle écologie. Un grand nombre d'entre elles s'inspirent du baron de la drogue Pablo Escobar, popularisé par la série télévisée Narcos,.
Un compte Twitter pour la « República Popular Democrática de San Escobar » (@rpdsanescobar) a été créé et a rapidement pris de l'importance. Il a annoncé qu'il soutenait pleinement Waszczykowski dans son entreprise et a publié divers communiqués de presse en espagnol et en anglais, dont un reproche à Saint-Kitts-et-Nevis : la correction de la porte-parole polonaise a été interprétée comme une tentative de compromettre les relations entre la Pologne et San Escobar. San Escobar publie un journal, le San Escobar Times (également sur Twitter). San Escobar est également devenu une destination de voyage populaire grâce à la compagnie El Niño Airlines. Pendant un certain temps, l'expression « Maybe I better drop it all and fly to San Escobar ? » est devenue très populaire (en polonais : « A może rzucić to wszystko i polecieć do San Escobar ? », un jeu de mots avec l'expression polonaise « A może rzucić to wszystko i wyjechać w Bieszczady »). Le service de billetterie Fru a écrit qu'il n'y a que des billets aller simple pour San Escobar Netflix (le créateur de Narcos) aurait également affirmé qu'il avait déjà des billets d'avion à vendre. Pendant un certain temps, Wikipédia a publié un article complet sur le pays, avec son nombre d'habitants, sa capitale (Santo Subito) et tout le reste,. D'autres comptes ont rapidement été créés pour des entités politiques et autres au sein de San Escobar, comme celui de « El Frente Comunista de San Escobar » (Le Front communiste de San Escobar), qui mène une guérilla contre le gouvernement du pays fictif.
Waszczykowski est rapidement devenu la cible de toutes sortes de moquerie. Par exemple, un journal a publié des suggestions d'autres pays que Waszczykowski devrait envisager, comme San Serriffe ou diverses micronations.
Le 20 janvier 2017, Comedy Central Poland a enregistré un hymne de San Escobar chanté par Eric Cartman, un personnage animé de South Park.
En 2017, Waszczykowski a remporté le sondage des auditeurs du Polskie Radio Program III « Silver Lips » pour l'expression la plus surprenante ou la plus drôle prononcée par une personne publique polonaise. En recevant le prix, Waszczykowski a commenté : « J'aurais préféré attendre la note de reconnaissance de la Société géographique. Elle n'est pas arrivée ».
Le 1er avril 2022, le webzine ResMusica annonce qu'un membre de leur rédaction participe à un concours sur l’île dont le but est de construire les instruments de musique avec des produits locaux. Avec une interprétation de titre célèbre comme La Cucaracha, Macarena et Despacito, le journaliste remporte le premier prix. 

## Description
D'après la carte publié par les internautes, la capitale se nomme Santo Subito. Le pays est bordé au Nord par Westeros, au Nord-Ouest par Meksyk (nom polonais pour Mexique), à l'Ouest par San Serriffe, au Sud-Ouest par San Pequeño, au Sud par Legoland et au Sud-Est par San Theodoros. A noter que San Theodoros et San Serriffe sont tous les deux des pays fictifs, le premier vient des Aventures de Tintin et le second provient d'un poisson d'avril.
Le pays est divisé en 7 régions ayant pour capitale : Senderos, Gargamele, Dos Rios, Guacamole, Santo Domestos, Al Pacino et Audiovideo. Le pays semble avoir développé une économie maritime et aérienne. En effet, le pays comporte 9 ports, ainsi que plusieurs aéroports. Des vols quotidien ont lieu entre l'aéroport de Chopin et celui de la capitale. Le réseau routier est également développé comme le montre les autoroutes, les routes nationales et locales. La monnaie officielle du pays est le Pablos, et le journal, le San Escobar Times.
San Escobar possède plusieurs parcs nationaux, des monuments naturels, et des montagnes au Sud.
Des noms de lieux sont assez comiques avec par exemple, la ville de San Pellegrino, de Chili con carne, de Burrito con carne, Quésadillas, Sancho Panza ou encore les capitales régionales de Guacamole, d'Al Pacino et d'Audiovideo. On note également la plaine de Macarena.
Militairement, San Escobar possède une flotte d'hélicoptère Desperados et ils sont équipés de « roquettes Jalapeno ».

## Voir également
- Liste de pays fictifs
- Veyshnoria